# Herbert Grönemeyer

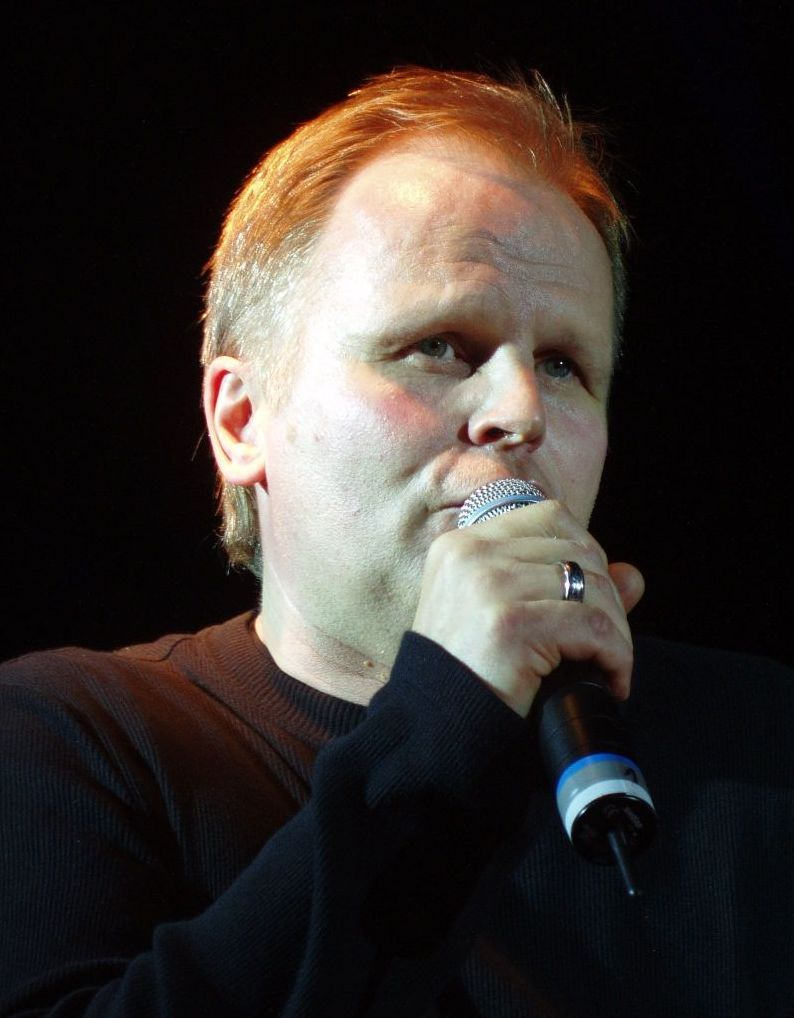
Herbert Grönemeyer.

Herbert Arthur Wiglev Clamor Grönemeyer (Gotinga, 12 de abril de 1956) es un músico, cantante y actor alemán. 
Desde 1984 todos los álbumes de Grönemeyer grabados en estudio alcanzaron el primer puesto en las listas de éxitos de Alemania. 
En 1998 murieron su esposa Anna y su hermano Wilhelm, ambos de cáncer, con sólo tres días de diferencia, lo cual le afectó profundamente. Su dolor quedó reflejado en las canciones de su álbum Mensch, aparecido en 2002, cuyo disco se ha vendido 3,7 millones veces, convirtiéndose en el disco más vendido en la historia de la música alemana.
Como actor, Grönemeyer también ha tenido éxito notable. Ha participado en numerosas películas alemanas, de las cuales Das Boot de Wolfgang Petersen alcanzó un extraordinario éxito internacional.

## Trabajo
El interés de Grönemeyer por la música se despertó a la edad de ocho años, cuando empezó con clases de piano. Estas más tarde formaron la base de su trabajo como pianista y compositor en un teatro local llamado "Schauspielhaus Bochum" ("Teatro de la Ciudad Bochum"). En 1979, en la ciudad de Colonia, Grönemeyer usó su gran talento musical y dio una excelente actuación como "Lorenzo el mercader de Venecia" en el teatro "Schauspielhaus Köln" ("Teatro de la Ciudad Colonia"). A pesar de no haber asistido a una escuela de interpretación, pronto apareció en varias producciones de televisión. Durante una de estas producciones conoció a su futura esposa, la actriz Anna Henkel. Adicionalmente a la actuación Grönemeyer también publicó un álbum que había grabado con la formación de jazz "Ocean Orchestra" en 1978, mismo año en el que también compuso la música para la película Uns reicht das nicht del director Jürgen Flimm. El primer álbum como solista fue publicado un año después en 1979 y fue galardonado con el limón de oro por la portada más fea del año. Su segundo álbum "Zwo" ("Dos") fue lanzado en 1981 y tampoco logró trazar. En el mismo año Grönemeyer actuó con mucho éxito en el papel del "Teniente Werner" en la película Das Boot del aclamado productor Wolfgang Petersen. Posteriormente al éxito mundial de la película "Das Boot", Grönemeyer pasó seis meses en la RDA por la producción alemana "Robert Schumann"(coprotagonizada por Nastassja Kinski y Rolf Hoppe), para la que también compuso la música. Durante la década de 1980 Grönemeyer se centró principalmente en su música, pero sus dos álbumes siguientes, Total egal (1982) y Gemischte Gefühle (1983), fracasaron y la mayoría de los conciertos de la gira prevista tuvieron que ser cancelados.
Grönemeyer finalmente llegó al éxito como músico en 1984 con el lanzamiento del álbum "Bochum" (nombre de la ciudad en la cual vivió), que se convirtió en el álbum más vendido en Alemania en este mismo año, en particular por los sencillos "Männer" ("Hombres") y "Flugzeuge im Bauch" ("Aviones en el estómago"). Un año más tarde, Grönemeyer apareció en la película de televisión alemana Vater und Söhne (Padres e hijos), coprotagonizada por Julie Christie, Burt Lancaster y Bruno Ganz. Con sus próximo álbumes "Sprünge" (1986) y "Ö" (1988), Grönemeyer cada vez más expresó su opinión política, criticando al gobierno bajo el canciller alemán Helmut Kohl. En 1986 Grönemeyer actuó en un festival de lucha contra la energía nuclear y además compuso la música para la película de televisión alemana "Sommer in Lesmona" ("Verano en Lesmona"), por ls cual recibió el premio de oro "Adolf Grimme". Después del lanzamiento de su primer álbum en idioma Inglés "What's all this" Grönemeyer ofreció una pequeña pero exitosa gira por Canadá. Después de que el Muro de Berlín hubiera caído, Grönemeyer dio a conocer el álbum "Luxus" ("El lujo") en el cual expresó los sentimientos encontrados en la Alemania Oriental y Occidental. 
Tras tener dos hijos, Félix y María, Grönemeyer se casó con su compañera sentimental Anna Henkel en 1993. En el mismo año lanzó su álbum "Chaos" ("Caos"), el cual se convirtió en disco número uno de éxito en Alemania y más de 600.000 personas vieron la posterior gira. En 1994 Grönemeyer fue el primer artista de idioma no inglés que fue invitado por MTV para realizar un concierto de la serie "Unplugged". Cuatro años más tarde, en 1998, Grönemeyer y su familia se mudaron a Londres, y el artista lanzó su siguiente álbum Alles bleibt anders ("Todo permanece diferente"). También fundó su propio sello discográfico "Grønland". En 2000 grabó un concierto con una orquesta filarmónica y sacó el DVD "Stand der Dinge" ("Estado de los hechos"). En el año 2002, su hermano Guillermo y su esposa Anna murieron de cáncer en un periodo de tres días de diferencia y Grönemeyer se tomó un año para reanudar su trabajo. En agosto de 2002 lanzó su mayor éxito hasta el momento, el álbum "Mensch" ("Humano") que fue galardonado Platinum incluso antes de su lanzamiento debido a los pedidos adelantados. Más de 1,5 millones de personas vieron la gira de "Mensch", que duró dos años. En 2004 y 2006 Grönemeyer grabó canciones para los Juegos Olímpicos de Atenas ("Everlasting") y la Copa Mundial FIFA 2006 en Alemania ("Celebrate the Day"), respectivamente.
En marzo de 2007 lanzó su álbum de estudio "12", el cual fue seguido por una gira de estadios en los países de idioma alemana. Además un pequeño concierto en el "Royal Albert Hall" de Londres.
Para septiembre 2007 había sido programado el debut en de Grönemeyer en los Estados Unidos con un concierto en el "Beacon Theater" en Nueva York; sin embargo por falta de venta de boletos el concierto fue cancelado.
En 2011 salió la publicación "Schiffsverkehr" ("Vías maritímas"), cuyo álbum fue directamente a la número uno de las listas de éxitos alemanas. La siguiente gira en 2011 con el mismo nombre "Schiffsverkehr", tuvo una audiencia de más de 550.000 personas, con un total de 16 conciertos, de cuales algunas tardadon 3 horas y media. El concierto del 16 de junio de 2011 en la ciudad de "Leipzig" fue grabado y posteriormente publicado en noviembre del mismo año como DVD en vivo.
Tras el éxito de "Schiffsverkehr", Grönemeyer amplió esta misma gira en 2012 y agregó 22 conciertos en Alemania, Austria, Suiza, Italia, Beglica, Holanda y Luxemburgo y finalmente cerró la gira el 14 de julio de 2012 en el famoso festival de jazz de Montreux, (Suiza) de la que lanzó otro disco en vivo en noviembre de 2012. 
En octubre de 2012 un álbum en inglés llamado I Walk ("Yo camino") fue lanzado en el Reino Unido y los países del Benelux. Esta producción fue una colaboración con artistas internacionales como Anthony Hegarty, el cantante galés y el guitarrista de los Manic Street Preachers, James Dean Bradfield. El trabajo incluye 12 canciones y una pista adicional de la canción "Mensch" ("Hombre") que es un dúo con Bono, el líder del grupo U2. La mayoría de las piezas son éxitos anterior del idioma alemán traducidas al inglés; otras piezas como "When will I learn" ("Cuando aprenderé") o "Same old boys" ("Mismos niños viejos") no se han producido en Alemania.
A finales de octubre de 2012 se celebró un concierto en inglés en el legendario "Roundhouse" en Londres. Pocos días después Herbert Grönemeyer comenzó una gira en clubes y salas pequeñas en Alemania, Austria y Suiza para celebrar 30 años de su carrera. En la página oficial de Herbert Grönemeyer hubo una votación para seleccionar las canciones que querían escuchar sus aficionados en esta gira exclusiva. 
El 19 de 02 2013 "I Walk" también se publicó en los Estados Unidos y Herbert Grönemeyer ofreció dos conciertos en Nueva York (The Irving Plaza) y Chicago (The Chicago Theater) para presentar su disco. 
La revista Time le otorgó el título de "Héroe Europeo" en 2005 por su labor humanitaria.

## Discografía
- 1978 - Ocean Orchestra
- 1979 - Grönemeyer
- 1980 - Zwo
- 1982 - Total egal
- 1983 - Gemischte Gefühle
- 1984 - 4630 Bochum
- 1986 - Sprünge
- 1988 - Ö
- 1990 - Luxus
- 1992 - So gut
- 1993 - Chaos
- 1994 - Cosmic Chaos
- 1995 - Unplugged
- 1995 - Live
- 1998 - Bleibt alles anders
- 2000 - Stand der Dinge (DVD/CD)
- 2002 - Mensch
- 2003 - Mensch live (DVD)
- 2006 - Voices from the FIFA World Cup
- 2007 - 12
- 2011 - Schiffsverkehr
- 2011 - I walk
- 2014 - Dauernd jetzt
- 2018 - Tumult